# الغارة الجوية على بغداد في 12 تموز 2007
في 12 تموز/يوليو، 2007 قامت طائرتا إيه إتش-64 أباتشي تابعتان لجيش الولايات المتحدة بسلسلة من هجمات جو/أرض على أهداف في بغداد. انطلقت الطائرتان إلى منطقة الأمين الثانية، في حي بغداد الجديدة في بغداد، أثناء وجود تمرد من جانب جماعات مسلحة عراقية في ظل الاحتلال العسكري الأمريكي للعراق الذي أعقب غزو العراق. وقد حصلت هذه الهجمات على تغطية واسعة من جميع أنحاء العالم عقب إذاعة 39 دقيقة من اللقطات السرية التي تم التقاطها من المهداف المتمركز بمقصورة القيادة في عام 2010.
وتم توجيه الضربة الجوية الأولى من مروحيتي «كرايزي هورس 1/8» و«كرايزي هورس 1/9» من مدفع قطر 30 مم على مجموعة من الأفراد يصل عددهم من تسعة إلى أحد عشر رجلًا؛ حيث كان يحمل أحد المهاجمين سلاح إيه كيه-47 وكان الآخر يحمل قاذفة آر بي جي-7; ومع ذلك، كان معظم الرجال المُعتدى عليهم غير مسلحين؛ ومن بين هؤلاء الرجال اثنان يعملان كمراسلين عسكريين لحساب وكالة رويترز: وهما سعيد شماغ ونمير نور الدين، حيث التبست كاميراتهما على الجنود وظنوا خطئًا أنها أسلحة. وقد لقى ثمانية أفراد مصرعهم، ومن بينهم نور الدين، في حين أصيب الشماغ في هذا الحادث.
وكانت الضربة الجوية الثانية موجهة من بندقية قطر 30 مم على الشماغ ورجلين آخرين غير مسلحين كانا وقتها يحاولان مساعدة الشماغ داخل شاحنتهم. على إثر ذلك، أصيب طفلان داخل الشاحنة، وجُرح ثلاثة آخرون، كان من بينهم الشماغ ووالد الأطفال.
وفي غارة جوية ثالثة، أطلق طاقم المروحية ثلاثة صواريخ من نوع إيه جي إم-114 هيلفاير لتدمير مبنى بعد أن لاحظوا دخول رجال داخله، وقد بدا البعض منهم مسلحًا.
وقد طالبت رويترز عبثًا الحصول على المشاهد الخاصة بتلك الغارات الجوية بموجب قانون حرية المعلومات في عام 2007. وبرغم ذلك، تم الحصول على هذه اللقطات من مصدر غير معلن في عام 2009 بعد تسربها على الإنترنت وظهورها على موقع ويكيليكس، والذي بدوره قام بنشر اللقطات في 5 نيسان/أبريل عام 2010، تحت مُسمى القتل الجماعي. ومن خلال تسجيل اللقطات من المهداف الملحق بـ نظام التقاط الأهداف وتحديد موقعها الموجود بإحدى المروحيات المهاجمة، أظهر مقطع الفيديو الحوادث الثلاث والثرثرات الصوتية التي دارت بين أفراد الطاقم الجوي وبين الوحدات البرية المشاركة. وأكد مسؤول عسكري أمريكي لم يكشف عن هويته صحة هذه اللقطات.

## السياق
وفقًا لما ورد على لسان توم كوهين، وهو مراسل يعمل بشبكة سي إن إن، «لقد كان فريق المشاة برافو كامبني 2-16 تحت النار كل صباح نتيجة إطلاق القذائف الصاروخية والأسلحة الصغيرة عليه في اليوم الأول من عملية (إيلاج) التي تم شنها في بغداد». وقد كشفت قناة الجزيرة النقاب عن حصول الجيش على «تقارير خاصة بنيران الأسلحة الصغيرة»، ولكنها لم تتمكن من التعرف على هويات المسلحين. وتمكن أحد الجنود المستقلين لمركبة همفي (هوتل 2/6) أثناء تعرضه للهجوم، وكان في نفس الوضعية التي اتخذها نمير نور الدين عند تصويره للسيارة، من استدعاء مروحيات أباتشي. ووفقًا لتعليق من الجيش، كانت هذه المجموعة «تحت نيران الأسلحة الصغيرة ونيران القذائف الصاروخية المتفرقة منذ» بدء العملية - التي وُصفت بأنها شنت حتى يتسنى «تطهير القطاع والبحث عن مخابئ الأسلحة».
كذلك، تم استدعاء فريق الأسلحة الجوية (AWT) لمروحيتين من نوع أباتشي إيه إتش -64 (جزء من فرقة الفرسان الأولى) من قِبل كتيبة المشاة 2–16 التابعة للجيش، تحت قيادة المقدم رالف كازلاريش، قبل 12 تموز/يوليو لدعم عملية «إيلاج» (Ilaaj). وفي ظل التكليف بوجود حراسة ودوريات استطلاع مسلحة وعمليات مكافحة العبوات الناسفة ومكافحة قذائف الهاون، غادرت المروحيتان معسكر تاجي في تمام الساعة 9:24 صباحًا. وطافت فوق سماء بغداد من الساعة 9.30 صباحًا وحتى 1.30 مساءً. --&ووصلتا إلى محطة في بغداد الجديدة في تمام الساعة 9:53 صباحًا، حيث، وفقًا لتقرير رسمي، استمرت الهجمات المتفرقة على قوات التحالف.

## الحوادث

### الهجوم على الأفراد
في صباح يوم 12 تموز/يوليو 2007، لاحظ طاقم فريق مروحيتين من نوع إيه إتش-64 أباتشي تابعة لـ الجيش الأمريكي جمعًا من الرجال بالقرب من إحدى المناطق المكشوفة ببغداد من مسافة تصل إلى 800 متر. وقد قدر أفراد الطاقم عدد هذه المجموعة بأنها تتألف من أحد عشر رجلًا. وكان من بين هذه المجموعة اثنان من العاملين بخدمة رويترز الإخبارية، وهما نمير نور الدين وسعيد شماغ. وبينما كان يحمل كلاهما بطاقات إعلامية، مظهرين أنفسهم كصحفيين، ورد في تحقيقات الجيش أنهما لم يكونا يرتديان ملابس مميزة تكشف عن أنهما كانا كذلك. وهكذا، التبس الأمر على أفراد الطاقم وظنوا خطئًا أن المعدات التصويرية التي كان يحملها الشماغ ونور الدين أسلحة.
وأفاد أحد أفراد الطاقم برؤيته «من خمسة إلى ستة أفراد يحملون مدفعيات من نوع إيه كيه-47» وطلبوا الحصول على إذن بـ الاشتباك. ثم لجأ الرجال إلى الاختباء وراء مبنى. وبمجرد أن ظهر أحد الأفراد من خلف المبنى مجددًا، قصفت المروحيتان مجموعة تتألف من نحو عشرة رجال باستخدام طلقات 30 مم. وعلى إثر هذه العملية، قُتل العديد من الأشخاص بما في ذلك نور الدين، وأصيب آخرون، من بينهم الشماغ. ولاحقًا سُمع صوت قهقهة أفراد الطاقم إثر مشاهدتهم لـ (دبابة) برادلي تنقلب فوق جثة هامدة.

### الهجوم على شاحنة
لقد كان الشماغ الذي أصيب من الحادث الأول يزحف على الأرض، عندما ظهرت شاحنة في المشهد. وداخل الشاحنة، كان يوجد صالح مطشر، مصطحبًا طفليه ذوي التاسعة والسادسة لزيارة شقيقه. وشاهدوا رجلًا جريحًا راقدًا على الطريق. ولم تظهر على الشاحنة أيه علامات مرئية تشير إلى أنها سيارة إسعاف أو سيارة محمية. وقال مطشر «انقله إلى مستشفى [أ]». وفي المروحية، شاهد الطاقم رجالًا عزلاً يحاولون إدخال الشماغ داخل الشاحنة. وإثر مشاهدتهم ذلك، طالب طاقم المروحية الحصول على الإذن بالاشتباك قائلين «…يبدو أن [الرجال] ربما يحاولون التقاط الجثث والأسلحة» من المشهد، وبعد تكرار طلبهم بـ «السماح لهم بالاشتباك» و«هيا، دعونا نتبادل إطلاق النار»!، وهذا قبل الحصول على الإذن بإطلاق النار على الشاحنة وركابها. وبإطلاق رصاص 30 مم على الشاحنة، أصيب كلا الطفلين، اللذين كانا يجلسان في المقعد الأمامي، ولكن كُتبت لهما النجاة. ولقي الشماغ مصرعه إلى جانب والد الطفلين. ولاحقًا، ذكر ساجاد مطشر، أحد الطفلين اللذين نجوَا من الحادث، لأحد المراسلين: «لقد كنا راجعين للخلف وشاهدنا رجلًا مصابًا. وقال والدي، فلنأخذه إلى المستشفى. وبعدها لم أسمع سوى صوت الرصاص... لماذا أطلقوا النار علينا؟»

### الهجوم على مبنى
وتوجد مدة تبلغ 20 دقيقة غير مدرجة في الشريط الذي تم تسريبه. ووفقًا لمراجعة قانونية داخلية، تعاملت المروحيتان مع مجموعة من المتمردين المسلحين، وشوهد البعض منهم يدخلون مبنى قريبًا.
وباستئناف الشريط، يظهر رجلان يحملان بعض الأشياء سيرًا على الأقدام. وانفصل الرجلان وركزت اللقطة على أحدهما والذي كان يظهر مسلحًا. فسار هذا الرجل باتجاه المبنى، وبعد ذلك أفاد طاقم المروحية أن «هناك ستة أشخاص على الأقل داخل هذا المبنى يحملون أسلحة». وقد طلبوا الحصول على إذن بإطلاق صاروخ على المبنى، واصفين إياه في البداية بأنه «مهجور» و/أو «قيد الإنشاء». واستجابت وحدة التحكم الأرضية «إذا ظهر لكم وجود الأفراد داخل المبنى حاملين الأسلحة، فامضوا قدمًا وتعاملوا مع المبنى». بعد ذلك، يستغرق المدفعيّ بضع لحظات ليستعد لإطلاق صاروخ هيلفاير، وفي أثناء ذلك شوهد شخصان آخران غير مسلحين يدخلان المبنى. وانتبه أحد الأفراد إلى هذه المقولة «لقد ولج مزيد من الأشخاص إلى الداخل». وبينما كان المدفعي ّيستعد لإطلاق الصاروخ الأول، شوهد رجلٌ يسير على جانب الطريق أمام المبنى. وأطلق الصاروخ وضرب المبنى محدثًا انفجارًا هائلًا وبعدها لم تتم مشاهدة الرجل. وبعد ذلك، طلبت المروحية كرايزي هورس 1/8 الإذن بإطلاق عدة صواريخ هيلفاير أخرى. وبمجرد أن حصلت على الإذن، استغرق الأمر بضع لحظات استعدادًا لإطلاق الصاروخ الآخر، وفي أثناء ذلك شوهد العديد من الأشخاص يتجولون حول الحطام الذي أسفر عنه الصاروخ الأول.

#### تسجيل الأحداث

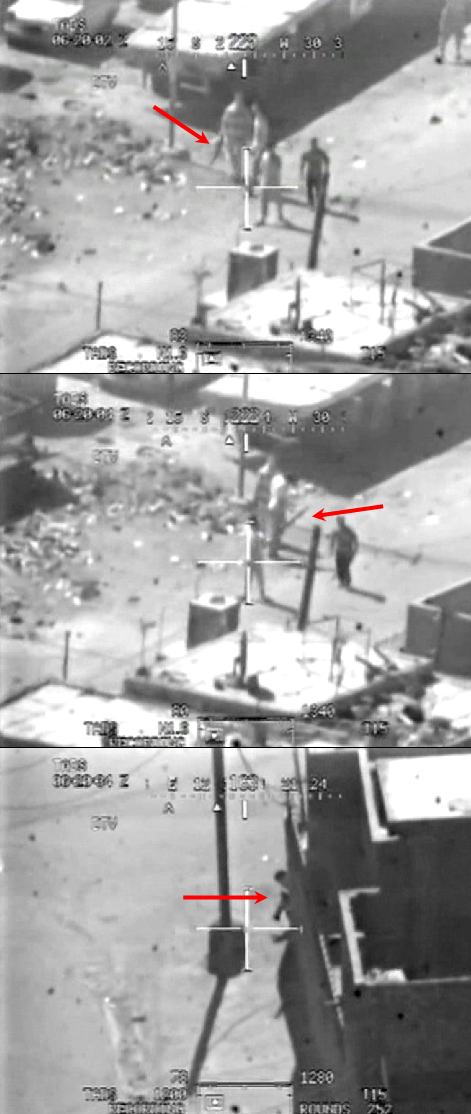
لا زالت بعض الأجساد الظاهرة في الفيديو المسرب تظهر أفرادًا يحملون أشياء تبدو وكأنها أسلحة.

وقد ذكرت ويكليكس في مقدمة إحدى فيديوهاتها الخاصة بتلك الحادثة أنه "يبدو أن بعضًا من هؤلاء الأفراد كانوا مسلحين [على الرغم] من أن سلوكهم كان هادئًا لا يثير في النفس الشك"، وهذا في النص التمهيدي الخاص بمقطع الفيديو الأقصر. وقد أشار جوليان أسانج إلى أنه "أعطى الإذن بالاشتباك قبل أن تُستخدم الكلمة "آر بي جي" على الإطلاق". وذكر موقع بوليتيكفاكت (Politifact) أنه: "عندما أشار أسانج في إطار تبرير عنوان "القتل الجماعي" إلى أن كلمة "آر بي جي" لم تستخدم إلا بعد إعطاء التصريح بالاشتباك، فقد خلف انطباعًا أن الجنود قد أعطوا الموافقة بإطلاق النار على جماعة غير مسلحة، أو رجال يعتقد أنهم كانوا عزلاً. غير أن الفيديو والصوت المصاحب له قد أوضح أن الجنود الذين كانوا على متن المروحية قالوا إنهم رصدوا "أسلحة" بين أولئك الموجودين في هذه المجموعة. -- تبين لاحقًا بواسطة أحد المحققين التابعين للجيش أن قذائف إيه كيه-47، وآر بي جي  وقاذفتي آر بي جي كانت محملة بالفعل. واعترف أسانج لاحقًا أنه "بناءً على الأدلة المرئية، أظن أنه ربما كان يوجد أسلحة إيه كيه وآر بي جي، لكن لست متأكدًا إذا كان أيِ من ذلك يعني شيئًا"، وأشار أسانج إلى أن المحاولات الأولية لنقل الأطفال المصابين إلى مستشفى عسكري أمريكي قريب قد مُنعت بأمر من القيادة العسكرية الأمريكية. وتنص المراجعة القانونية التي أجراها الجيش الأمريكي أنه تم إجلاء طفلين إلى مستشفى الدعم القتالي (Combat Support Hospital) الثامنة والعشرين عبر قاعدة العمليات المتقدمة المسماة لويالتي، وبعد ذلك تم نقلهم إلى مرفق طبي عراقي في اليوم التالي.
وتحدثت قناة فوكس نيوز عن الهجوم موضحةً أنه "يبدو أن ويكيليكس قامت بإجراء تعديل انتقائي لا يروي سوى نصف القصة. فعلى سبيل المثال، اهتم موقع الويب بشكل خاص بإبطاء الفيديو وتحديد هوية المصورين والكاميرات التي كانوا يحملونها.... فلم يُقدم الموقع على إبطاء الفيديو لإظهار أن شخصًا واحدًا على الأقل في هذه المجموعة كان يحمل قاذفة قنابل صاروخية، وهو سلاح يمكن رؤيته بوضوح حيث يبلغ طوله ثلثي الجسم تقريبًا. كذلك، لم تشر ويكيليكس أن شخصًا واحدًا على الأقل كان يحمل بندقية هجومية من نوع إيه كيه-47. حيث ظهر هذا الشخص وهو يؤرجح البندقية أسفل خاصرته، بينما كان واقفًا بجوار الرجل الذي يحمل آر بي جي.
وذكرت صحيفة الغارديان «لم يبد من الواضح ما إذا كان هناك بعض من الرجال مسلحين ولكن كان يمكن رؤية نور الدين حاملًا كاميرته». كذلك، ذكر غين جرينولد، وهو صاحب عمود في موقع صالون دوت كوم (Salon.com)، «أن الغالبية العظمى من الرجال كانت تظهر غير مسلحة». وقد أضاف جرينولد، واصفًا الهجوم الجوي الثاني، بأنه «قتل غير مبرر تمامًا لمجموعة من الرجال غير المسلحين يحملون أعزلَ مصابًا بجراح خطيرة إلى بر الأمان». وذكرت صحيفة ذا أستراليان (The Australian) أن الجماعة لم تبد «أي عمل عدائي واضح».
في صحيفة ذا إندبندنت في تاريخ 8 نيسان/إبريل 2010، أكدت الناشطة الحقوقية جوان سميث على أن عملية الاشتباك كانت بمثابة لعبة أراد طاقم المروحية القيام بها. وكتبت جوان أن مساعد الطيار قد دفع الصحفي الأعزل الذي على حافة الموت لالتقاط سلاح عندما كان يحاول الزحف على بطنه ليصل إلى بر الأمان؛ وأشارت أن اللقطة تظهر «...طاقم الأباتشي يفتح النار على المدنيين...». وعندما أبلغ الطاقم أن طفلًا أصيب إثر الهجوم الذي شنوه، علق أحدهم قائلًا، «حسنًا، لقد أخطئوا بجلب أطفالهم إلى المعركة». وقد وصفت جوان رد الفعل هذا بغير الإنساني. وحددت أوجه التشابه بين الجنود الذين يعانون من اضطرابات إجهاد ما بعد الصدمات في الحروب الأولى. وتضيف «...تتسبب الحروب التي تعاني منها العراق وأفغانستان في إحداث أضرار نفسية كبيرة على المحاربين». وفي إطار رفض الاعتراف بذلك، قصّر الجيش الأمريكي في حق جنوده و«ضحاياهم» على حد سواء. وتبين لها أنه يلزم أن تتواجد الهياكل القيادية في موقع الأحداث لتحديد «المحاربين الذين يعانون من مشاكل نفسية خطيرة».
في برنامج الديمقراطية الآن! (Democracy Now)، ذكر جوش ستيبر، أحد المستنكفين الضميريين الذي كان في ذلك الوقت مكلفًا بقيادة فريق برافو كامباني 2-16 (Bravo Company 2–16)، أنه على الرغم من أنه يبدو طبيعيًا أن "تحكم على الجنود أو تنتقدهم"، لكن في الواقع هذه هي الطريقة التي تم تدريبهم [عليها] للتصرف في مثل هذه المواقف". وأضاف أنه ينبغي إعادة صياغة النقاش، فمن الأنسب طرح "أسئلة عن النظام الأكبر" الذي يروج لفكرة أن "القيام بهذه الممارسات تصب في المصلحة العليا لبلدي". وفي مقابلة لاحقة أجريت على موقع الويب الاجتماعي العالمي، ذكر ستيبر أن الهجوم "كشف بوضوح تام زيف استخدام الحرب كأداة للسياسة الخارجية أو كوسيلة للنشر المزعوم "للحرية والديمقراطية" في جميع أنحاء العالم".
وقد جاء على لسان إيثان ماكوورد، أحد الجنود الذين وصلوا إلى موقع الحادث بعد الهجوم، في مقابلة أجرتها معه هيئة الإذاعة الأسترالية:
من موقعي في محيط رؤية طاقم مروحية الأباتشي، أمكنني رؤية المكان الذي يتجمع فيه مجموعة من الأشخاص، وذلك عندما كان هناك تبادل لإطلاق النار من مسافة لا تتجاوز عدد قليل من البنايات، وقد شاركت في تبادل إطلاق النار هذا، وكانوا يحملون معهم أسلحة، وأحد هذه الأسلحة كان الآر بي جي. ... إن مهمتهم العامة في هذا اليوم كانت حمايتنا وتقديم الدعم لنا، ولذلك يمكنني تفهم ما يبرر الهجوم الأولي على هذه المجموعة من الرجال. ولكن، ومن وجهة نظر شخصية أشعر أن الهجوم على الشاحنة كان غير مبرر. وأعتقد أنه كان من الممكن منع هؤلاء الأشخاص من القيام بما كانوا يفعلونه في الشاحنة وذلك عن طريق القيام ببساطة بإطلاق بعض الطلقات التحذيرية بدلاً من تدمير هذه الشاحنة ومن فيها بالكامل.

في 7 كانون الثاني/يناير 2010، ذكرت صحيفة ذي نيو يوركر (The New Yorker) أن كريستين هارفنسون، أحد المراسلين الاستقصائيين الذين أسهموا بفيديوهات القتل الجماعي ومنذ ذلك الحين أصبح المتحدث باسم منظمة ويكيليكس، يشير إلى أنه قد عثر على مالك المبنى المستهدف الذي دمرته القوات الأمريكية بالصواريخ، وتبين «وجود دليل على وجود أشخاص عزل داخل المبنى وفي الأنحاء القريبة على حد سواء». وورد بالتقرير أن طاقم المروحية لم يكن يعلم كيف له أن يعرف عدد الأشخاص الموجودين بالمبنى عندما دمروه بالصواريخ وأن هناك «دليلًا على وجود أشخاص عزل داخل المبنى وفي الأنحاء القريبة على حد سواء».;quot;. وخلص إلى أن الضابط المحقق كان يريد أن يعرف كيف تم التأكد من أن الرجال المسلحين كانوا محاربين من الاشتباك الأول؛ وكان سيشكك في طبيعة تقدير الضرر الجماعي الذي ألحقه طاقم المروحية قبل إطلاق الصواريخ؛ كذلك كان سيرغب في تحديد ما إذا كان الهجوم الصاروخي بمثابة رد يتناسب مع التهديد الذي كانوا سيواجهونه من عدمه.
وأكد أحد المتحدثين باسم البنتاغون أن مقطع الفيديو لا يتعارض مع الحقيقة الرسمية المتمثلة في أن طاقم المروحية تصرف في حدود قواعد الاشتباك، وأضاف أن التحقيق أيد التقييم الذي مفاده أن مجموعة من الرجال كانوا يحملون قذيفة صاروخية (آر بي جي).

## التغطية الإعلامية 2007-2009
في يوم الهجوم، أورد الجيش الأمريكي تفاصيل مقتل صحفيين إلى جانب تسعة مسلحين، وأن اشتباك المروحية جاء ردًا على قوة المداهمة التابعة للقوات الأمريكية التي تعرضت للهجوم من نيران الأسلحة الصغيرة وقذائف الآر بي جي. وذكر المتحدث باسم القوات الأمريكية المقدم سكوت بليشويل لاحقًا أنه: «لا شك أن قوات التحالف اشتبكت بوضوح في عمليات قتالية ضد القوة المعادية».
وذكرت صحيفة واشنطن بوست أنه لم يتضح ما إذا كان مقتل الصحفيين جاء بنيران القوات الأمريكية أو بإطلاق النار من جانب العراقيين المستهدفين. وذكر كابتن جيمس هول أنه لم يمكنهم القيادة بمركبات برادلي خوفًا من السير فوق جثث الموتى. وزعم الرائد برنت كامينغز أنهم بذلوا جهودًا مضنية في سبيل منع خسائر في أرواح المدنيين الأبرياء.
كذلك، ذكرت وكالة رويترز أنها لم تتمكن من تحديد موقع أيٍ من الشهود الذين شاهدوا مسلحين في المنطقة المجاورة. وذكرت رويترز كذلك أن الشرطة المحلية وصفت الهجوم بأنه «قصف عشوائي أمريكي». ولاحقًا، طالبت رويترز الجيش الأمريكي بإجراء تحقيق حول الجثث. وقد طالبوا بالحصول على تفسيرات عن سبب مصادرة كاميرات الصحفيين، والوصول إلى لقطات على متن المروحية، والاتصالات الصوتية الواردة من المروحية المشاركة في الهجوم، والحصول على تقارير من الوحدات المتورطة في الحادث، وخاصة سجلات الأسلحة التي عثر عليها في مكان الحادث.
وأحبط البنتاجون محاولة رويترز في الحصول على لقطات متعلقة بالحادث تم تصويرها من المهداف بموجب قانون حرية المعلومات. وفي بيان شخصي أثناء محاكمته العسكرية، ذكر برادلي ماننغ أن الجيش كان لديه حق الوصول إلى هذه المعلومات ودراستها بفعالية، ولكنه رفض الوصول إليها بشكل جزئي على أساس أن المعلومات لم تعد موجودة.
ورد في المراجعة القانونية الداخلية التي أجراها موظفون عاملون بـ قاعدة العمليات المتقدمة المسماة لويالتي في العراق خلال شهر تموز/يوليو 2007 أن المروحيات قد هاجمت عددًا من المتمردين العزل بموجب قواعد الاشتباك، وفي حالة ظاهرة تأتي في إطار الأضرار الجانبية، لقي مراسلان يعملان بوكالة رويترز كذلك مصرعهما. ولم يتم نشر المراجعة بالكامل حتى عام 2010، بعد أن قام موقع ويكيليكس بنشر مقطع الفيديو الخاص بالحادث.
في وقت لاحق قام ديفيد فينكيل المراسل بجريدة واشنطن بوست، والذي كان في هذا الوقت أحد أفراد فرقة المشاة برافو كامباني 2-16، بتغطية أحداث هذا اليوم في كتابه، الجنود الصالحون (The Good Soldiers). ومع ذلك، تعارض مؤخرًا محتوى هذا الكتاب مع تصريحات برادلي ماننغ التي أدلى بها في المحكمة. وطبقًا لتصريحاته، يوافق ماننغ على أن بعض الأجزاء الواردة من حساب فينكل هي مقتبسة من نفس المصدر «حرفيًا»، ومع ذلك، يؤكد أن الأحداث الأخرى من المصدر اختلقها فينكل بشكل واضح.

## التغطية الإعلامية من عام 2010

### لقطات الفيديو المسرب
في أوائل عام 2010، توجه موقع التسريب على الإنترنت ويكيليكس بطلب عام ينشد فيه المساعدة في فك تشفير مقطع الفيديو الذي أسماه «الولايات المتحدة تقصف المدنيين بالقنابل في غارات جوية»، مطالبًا على وجه التحديد بالوصول إلى زمن الكمبيوتر الفائق. وأعلن الموقع في حسابه على تويتر في 8 كانون الثاني/يناير 2010 عن حصوله على نسخة من مشاهد مصورة من المهداف تكشف الأحداث التي جرت، وأعلن الموقع عن نشره لهذا المقطع في يوم 21 ذار/مارس. ولقد تم عرض اللقطات المصورة في مؤتمر صحفي تم عقده في 5 نيسان/إبريل في نادي الصحافة الوطني، وبعد ذلك تم نقله على أحد المواقع الإلكترونية المخصصة تحت عنوان «القتل الجماعي». وذكر موقع ويكيليكس أن اللقطات المصورة تظهر «مقتل المدنيين العراقيين واثنين من الصحفيين العاملين بوكالة رويترز».
وبالفعل، تمكنت ويكيليكس من تحديد مصدر التسريب وتبين أنه قام به «عدد من المبلغين عن المخالفات العسكرية». وفي حديث له مع وكالة رويترز شريطة عدم ذكر اسمه، أكد أحد المسؤولين بوزارة الدفاع الأمريكية صحة الصوت والفيديو المسرب. وأعلن الجيش أنه لا يمكنك العثور على نسخة من الفيديو.
ونشرت ويكيليكس نسخة مدتها 19 دقيقة، تظهر كافة الحوادث الثلاث، ونسخة أخرى مدتها 17 دقيقة، لا تظهر سوى أول حادثتين. ويظهر في النسخة التي مدتها 17 دقيقة نور الدين مع كاميرته والشماغ يتحدث في هاتفه المحمول. ويصور كلا مقطعي الفيديو الهجوم الذي استهدف الشاحنة، وسائق الشاحنة ورجلين آخرين، وكانت حصيلة هذا الهجوم إجلاء الطفلين اللذين أصيبا بجروح خطيرة بواسطة القوات البرية الأمريكية التي كانت قد وصلت إلى مكان الحادث. ويظهر مقطع الفيديو الأطول الهجوم الثالث، حيث تم إطلاق صواريخ هيلفاير على أحد المباني.

#### الأساس المنطقي الذي اعتمدت عليه ويكيليكس عند اختيارها لعنوان اللقطات المصورة
في مقابلة على قناة الجزيرة الإنجليزية بتاريخ 19 نيسان/إبريل 2010، أوضح جوليان أسانج مؤسس موقع ويكيليكس سبب اختيار ويكيليكس عنوان «القتل الجماعي» الذي أطلقته على مقطع الفيديو:
ويمكنك أن ترى أنهم تعمدوا أيضًا استهداف سعيد، وهو شخص جريح كان مستلقيًا على الأرض، وذلك على الرغم من اعتقادهم السابق أنه لم تكن تتوفر لديهم قواعد الاشتباك - أي أن قواعد الاشتباك لم تكن لتسمح لهم بقتل سعيد عندما كان جريحًا. وعندما يتم إنقاذه، يتغير هذا الاعتقاد على الفور. ويمكنك أن ترى في هذه الصورة على الوجه التحديد أنه مُلقى على الأرض وأنه قد تم فصل الأشخاص الموجودين في الشاحنة عنه، ولكنهم استمروا في استهدافه عمدًا. لذا فإننا نطلق على هذا "قتلاً جماعيًا". في المثال الأول، ربما تكون هناك مبالغة ضمنية أو عدم كفاءة في التعامل عندما قاموا بقصف هذا التجمع الأولي، وهذا يعد قتلاً يكتنفه تهور فادح، ولكن لا يمكنك القول بشكل أكيد إنه كان قتلاً متعمدًا. غير أن هذا الحدث على وجه التحديد يعد قتلاً متعمدًا بشكل واضح.

وبالنسبة للعنوان الذي كتبه توبي هارندين في صحيفة دايلي تيليغراف: «فلقد كان غريبًا بما فيه الكفاية، وقد تناوله ستيفن كولبير، الكوميديان المعروف، بنقد لاذع»:
لقد وصَّف الجيش هذا الأمر بأن هناك مجموعة قد أبدت مقاومة في هذا التوقيت، وهذا يبدو أنه لم يحدث. وكان هناك رجال مسلحون في هذه المجموعة، فقد وجدوا بالفعل قذيفة آر بي جي بين هذه المجموعة، ولم يتم التعرف على مصوري رويترز الذين تعرضوا للقتل بشكل مؤسف... لقد قمت بتعديل هذا الشريط ووضعت له عنوانًا يحمل اسم "القتل الجماعي". إن هذا لا يعد تسريبًا، ولكنه مادة تحريرية خالصة.

وفقًا لهارندين، "اعترف أسانج أنه كان يسعى للتلاعب وخلق تأثير سياسي أقصى ref>"One Year Ago Tonight: Stephen Colbert vs. Julian Assange". The Nation. 25 فبراير 2011. مؤرشف من الأصل في 2012-10-13. اطلع عليه بتاريخ 2011-05-19.</ref>
وكتب دان كينيدي في صحيفة جارديان "حتى إن الكوميديان ستيفن كولبير، في حوار له مع أسانج، قد كشف عن شخصية متبجحة يمينية لفترة مؤقتة لخلق نقطة خطيرة، واصفًا النسخة المعدلة بـ "التلاعب العاطفي".
وكتب بيل كلير العامل بصحيفة نيويورك تايمز "في إطار سعيها لاستغلال مقطع الفيديو في عمل دعاية مناهضة للحرب، نشرت ويكيليكس كذلك نسخة لا تلفت الانتباه إلى العراقيين الذين كانوا يحملون قذائف صاروخية والترويج للنسخة المتلاعب بها تحت العنوان المتحيز القتل الجماعي . The وذكرت صحيفة نيويورك تايمز أن "النقاد يؤكدون على أن الفيديو الأقصر مضلل؛ نظرًا لأنه لم يظهر أن الهجوم وقع وسط اشتباكات في أحد الأحياء وأن أحد الرجال كان يحمل قذيفة صاروخية."

#### ردود الأفعال الخاصة باللقطات المصورة الواردة في الفيديو
ذكر الجنرال جاك هانزليك، المتحدث باسم القيادة المركزية الأمريكية، أن مقطع الفيديو الذي صور الغارة الجوية "يعطيك رؤية محدودة، [إنه] يروي فقط جزءًا من النشاط الذي يحدث في هذا اليوم. فمن مجرد مشاهدة مقطع الفيديو هذا، لا يمكن للأشخاص فهم المعارك المعقدة التي وقعت. كما أنك لا ترى سوى صورة ضيقة للغاية من الأحداث". وذكر هانزليك أن الصور التي تم جمعها أثناء أحد التحقيقات العسكرية حول الحادث أظهرت العديد من الأسلحة التي تحيط بجثث الموتى في ساحة المعركة، بما في ذلك ثلاثة أسلحة آر بي جي على الأقل. "لقد اشتبكت قواتنا في معركة طوال هذا اليوم مع الأفراد الذين لاءموا وصف الرجال الذين ظهروا في هذا الفيديو. أعمارهم وأسلحتهم وحقيقة أنهم كانوا على مسافة قريبة من القوات التي اشتبكوا معها قد أوضح أن هؤلاء الرجال كانوا يشكلون مصدر تهديد. علاوةً على ذلك، "لم تشر ويكيليكس إلى وجود رجل واحد على الأقل يحمل بندقية هجوم طراز إيه كيه-47. حيث ظهر هذا الشخص وهو يؤرجح البندقية أسفل خاصرته، بينما كان واقفًا بجوار الرجل الذي يحمل آر بي جي". إن الفيديو المعدل الذي نشره موقع ويكيليكس لم يضف أسهمًا تشير إلى هؤلاء الرجال، كما أنه لم يقم بتسميتهم، كما فعل مع الرجال الذين كانوا يحملون الكاميرات. في حقيقة الأمر، يشير ويكيليكس إلى أن "الفيديو قد أظهر وجود بعض الرجال مسلحين [على الرغم] من أن سلوك كافة الأفراد كان يتسم بالهدوء" في النص الاستهلالي من مقطع الفيديو القصير. وفي حوار مع شبكة فوكس نيوز، أقر أسانج أنه "من المحتمل أن يكون بعض الرجال الذين ظهروا في الفيديو حاملين للأسلحة". وأوضح أنه "استنادًا إلى الأدلة المرئية، أظن أنه قد تكون هناك بنادق إيه كيه وأسلحة آر بي جي، ولكن لست متأكدًا إذا كان ذلك يعني شيئًا ... ويوجد إما بندقية أو سلاح آر بي جي داخل كل منزل عراقي تقريبًا. وبهذا، يمكن لهؤلاء الأشخاص حماية منطقتهم". وفي إطار ذلك، ذكرت شبكة فوكس نيوز أنه "على الرغم من أنه يمكن القول إن بنادق إيه كيه-47 تعد من العناصر الشائعة في المنازل، فإن أسلحة آر بي جي لا تعد كذلك". وقد أشارت النسخة قيد الإعداد من الفيديو الذي أصدره ويكيليكس إلى وجود أسلحة إيه كيه-47 وآر بي جي، غير أن ويكيليكس ذكر في نهاية الأمر أنه أصبح غير متأكد من وجود أسلحة الآر بي جي، معتقدين أن الجسم الطويل قد يكون حاملًا ثلاثي القوائم لكاميرا، حتى إنه قرر عدم الإشارة إليه في النسخة التي أصدرها.
انتقد وزير الدفاع الأمريكي روبرت غيتس فعل موقع ويكيليكس بنشره للفيديو دون إبداء أي سياق. فيمكن لهؤلاء الأشخاص نشر أي شيء يرغبون بنشره، وأنهم لن يتحملوا مطلقًا مسؤولية أفعالهم. فلا يتم النظر إلى السياق الذي يسبق الحادث ولا السياق الذي يتبعه«. وأشار غيتس إلى أن مقطع الفيديو يعرض على الجمهور وجهة نظر معينة عن الحرب» كما تم التوضيح من خلال فتحة أنبوب معدني." وأضاف: "إنهم في حالة قتال. فلم يعرض الفيديو الصورة الأوسع لعملية إطلاق النار التي تم شنها على القوات الأمريكية. من الواضح أنه أمر يصعب رؤيته. إنه أمر مؤلم عند رؤيته، خاصةً عندما تدرك لاحقًا حقيقة ما كان يجري. ولكن أنتم -- أنتم تحدثتم عن الضباب المحيط بالحرب. إن هؤلاء الأشخاص كانوا يعملون في ظروف الانقسام الثانية.
وفي إطار ذلك، أشادت مجلة ذي نيو يوركر بفعل ويكيليكس المتمثل في نشره هذا المقطع، واصفةً إياه بأنه «عملٌ لافتٌ للانتباه - تمثيلٌ حياديٌ لكشف الغموض والوحشية التي تشهدها ساحات الحروب الحديثة». وذكر جوليان أسانج «من المثير للسخرية أن يزعم أحد أننا أخرجنا أي شيء عن سياقه في هذا الفيديو».
ذكر دانيال إلسبرغ، المحلل السابق بالجيش الأمريكي وأكثر من اشتهر بتسريبه لـ وثائق البنتاجون للإعلام معلقًا على الهجوم الجوي ما يلي:
كان من المثير أن تجد شخصًا يتكهن أو يخبرنا على وجه الدقة بسياق الأحداث الذي أدى إلى تبرير القيام بعمليات القتل التي شاهدناها على الشاشة. ومع استمرار القتل، يمكنك أن ترى بوضوح قتل الرجال الذين كانوا مستلقين على الأرض في عملية كانت القوات البرية تقترب فيها من هؤلاء الرجال وكان من الممكن لها بشكل كامل أن تأخذهم كأسرى، غير أن عملية القتل كانت تتم قبل وصول هذه القوات. إن هذا يشكل انتهاكًا لقوانين الحرب، ويمكن قطعًا التعرف على سياق الأحداث من خلال الأحداث التي أغفلت وسائل الإعلام الرئيسية ذكرها في أخبارها.

علق غابرييل شونفيلد، وهو زميل بارز بـ معهد هدسون اليميني المتطرف على الهجوم الجوي قائلًا:.
إن ما يفسر على وجه الدقة قيام طائراتنا المقاتلة، التي كانت تواجه متمردين، بالقتل الخاطئ لمصوري رويترز الذين كانوا يوجهون كاميراتهم التلفزيونية صوب ساحة قتال هو وجود أسلحة تتضمن قذائف آر بي جي صاروخية يمكن إطلاقها لمسافات طويلة. ويوضح الفيديو أن جنودنا في هذه الحادثة، كما في كل المواجهات العسكرية تقريبًا داخل كل من العراق وأفغانستان، كانوا يواجهون قوات لا ترتدي زيًا رسميًا، وهذا يعد انتهاكًا تامًا للقانون الدولي وذلك لأنه يعرض مدنيين أبرياء للمخاطر. وتقع مسؤولية مقتل المدنيين في مثل هذه المواجهات على عاتق هؤلاء الذين ينتهكون قواعد الحرب.
كما لم تكشف مقاطع الفيديو التي عرضها موقع ويكليكس المئات والمئات من الحالات التي تمتنع فيها القوات الأمريكية عن مهاجمة مستهدفين، وذلك لاحتمالية تعرض مدنيين على وجه التحديد للضرر من جراء ذلك.

### التغطية الإعلامية السائدة التي أعقبت الحادث
لقد توسعت شهرة هذا الحادث بعد نشر اللقطات المصورة هذه. وقد تم تغطية هذا الحدث من قنوات الجزيرة الإنجليزية وأر تي ورويترز، وتبعتها كذلك بعض المؤسسات من بينها واشنطن بوست ونيويورك تايمز وكريسشان ساينس مونيتور, وبي بي سي وسي إن إن.
وذكر أسانج أن بعض الصحف لم تتعرض لعملية الهجوم الجوي الثالث، حيث تم إطلاق ثلاثة صواريخ هيلفاير على مجمع سكني، والذي يظهر فقط في الإصدار غير المحرر الأطول من مقطعي الفيديو.
في مقابلة مع الإذاعة العامة الوطنية (NPR) في السادس من نيسان/أبريل، وهو اليوم الذي تلا نشر مقطع الفيديو الخاص بـ القتل الجماعي، أشار ديفيد فينكل أن مراسلي رويترز لم يعملوا بمشاركة أي شخص، ولكن عملوا بشكل مستقل. كما أنه قدم وجهة نظره الخاصة في إطار عمليات القتل التي تحدث:
لقد قام مراسلو رويترز بالسير في منطقة تعد من أكثر المناطق سخونة وإثارة في صباح يوم كان حافلاً للغاية بمشاهد الإثارة. فقد كانت هناك معارك دائرة بالأسلحة النارية. كما كانت هناك الكثير من قذائف الآر بي جي والقذائف الصاروخية وغير ذلك. إنهم كانوا يقومون بما يقوم به الصحفيون. فقد سمعوا عن وجود أحداث ما في هذا المكان، ومن ثم فقد قدموا إليه لنقل الحدث الإخباري في هذا السياق، وهذا كل ما تعرفت عليه منذ ذلك الحين.
أتى فينكل على ذكر تفاصيل هذا اليوم في كتابه، الجنود الصالحون، ومن بينها المحادثات التي تتطابق بشكل كبير مع لقطات الفيديو التي تم تسريبها لاحقًا. وفي نفس اليوم، قبيل المقابلة التي أجراها مع الإذاعة الوطنية العامة (NPR)، وُجه سؤال إلى فينكل عن كيف سنحت له الفرصة في مشاهدة الفيديو غير المعدّل وما إذا كان ويكيليكس قد عرض عليه هذا المقطع. فأجاب، «أنا لم أسمع عن ويكيليكس قبل الأمس. لقد اعتمدت في كتابي هذا على مصادر متعددة، جميعها غير سرية».
ذكر المؤسس المشارك لمؤسسة ويكيليكس جوليان أسانج أن فينكل قد شاهد مقطع الفيديو وهناك شخص واحد على الأقل يعمل بمكاتب واشنطن بوست يقتني نسخة من الفيديو منذ سنة واحدة على الأقل، قبل أن يقوم ويكيليكس بنشرها.
وفي نفس الوقت، نفت صحيفة واشنطن بوست حصولها على نسخة من الفيديو غير المعدّل قبل أن يصدر ويكيليكس نسختهاالمعدلة، وقد ذكر فينكل (والذي كان متفرغًا من واشنطن بوست في ذلك الوقت ليكتب كتابه) أنه لم يدلِ بأي تصريح عن المصادر التي اعتمد عليها في روايته، باستثناء الروايات التي كان «مصدرها [...] المعلومات السرية إلى جانب وجودي شخصيًا في منطقة الحادث في ذلك اليوم».

#### مقابلات مع إيثان ماكوورد
قال إيثان ماكوورد، الجندي الذي ظهر في الفيديو يحمل الولد المصاب، في مقابلة له في برنامج مارك شتانير (The Marc Steiner Show) عند وصوله إلى مكان الحادث، «أول شيء فعلته أني ركضت إلى الشاحنة...». وبعد مشاهدة الفتاة وتسليمها إلى أحد الأطباء، أُصدر أمر له بأن يأخذ موقعه على السطح، غير أنه عاد إلى الشاحنة ليجد الولد يحرك يده. «فأمسكت به وركضت إلى مركبة برادلي شخصيًا». ويضيف ماكوورد أنه تم الصياح في وجهه لعدم «سحب القوات الأمنية.» «لقد كان أول شيء فكرت فيه ... أطفالي الذين تركتهم بالمنزل». وبعدها ناشد معالجته إثر إصابته بصدمة نفسية، ولكن سخر منه ضابط الصف المشرف عليه وأخبره أنه إذا فكر في الذهاب لزيارة ضابط الصحة العقلية، «فسيكون هناك عواقب نتيجة لفعلته».
قص ماكوورد تجربته التي عاشها في أرض المعركة في حوار له في [موقع الويب الاجتماعي العالمي في الثامن والعشرين من نيسان/أبريل، 2010، مضيفًا "ما حدث بعد ذلك لم تكن حادثة منفصلة عن سابقتها. حيث تقع مثل هذه الأحداث بشكل يومي في العراق." ويشير ماكوورد كذلك إلى أنه أُصدرت له أوامر بـ "قتل كل وغد في الشارع" في حال حدوث هجوم على قافلتهم. وفي إطار وصفه للشعور بالحماسة الذي كان ظاهرًا في بدايات دخوله العراق، يذكر ماكوورد "لم أكن أفهم لماذا كان الأشخاص يرشقوننا بالحجارة، لماذا يطلق الرصاص علينا ولماذا يتم نسفنا، فقد كان مستقرًا في ذهني أنني كنت هناك لمساعدة هؤلاء الأشخاص... وقد بدأت بذرة الشك الخطيرة والحقيقة في التخلل داخل نفسي، وكنت بعدها لم أعد قادرًا على التبرير لنفسي سبب تواجدي في العراق أو الجدوى من خدمتي في الجيش، في هذا اليوم من شهر تموز/يوليو 2007." وفي هذه المقابلة، يشير ماكوورد إلى أنه من بين العواقب التي ستطبق عليه نتيجة طلبه مساعدة الصحة العقلية وصفه بـ المتمارض"، وهي تعد جريمة بموجب القانون العسكري الأمريكي.
طلب ماكوورد خضوعه للكشف على صحته العقلية بعد تجربته التي عاشها في 12 تموز/يوليو، فسخر منه كبير الضباط المشرف عليه قائلًا له أن "يخرج الرمال من [فرجه]" ويمتصه وليكن جنديًا."
وأثناء لقائه مع مجلة وايرد (Wired)، أفاد ماكوورد بدعمه ويكيليكس في نشرها لمقطع الفيديو، مع بعض التحفظات: «عندما نُشر للمرة الأولى لا أعتقد أن ذلك تم باستخدام الوسيلة المثلى التي يمكن اللجوء إليها. فقد كانوا يرددون أن هؤلاء الأشخاص ليس لديهم أي أسلحة على الإطلاق، وأنهم لم يحملوا سوى الكاميرات. وفي مقطع الفيديو، يمكن للعين المدربة المشاهدة بوضوح أنهم كانوا يحملون أسلحة». وأضاف ماكوورد «ليس معنى كلامي هذا أن ويكيليكس أقدم على فعل شيء سيئ، لأنه لم يفعل. وأعتقد أنه أمر جيد أن يضعوا هذه الأشياء هناك بالخارج. لا أعتقد أن الناس ترغب حقًا في رؤية هذا الفيديو، ولكن إنها الحرب…. إنه مزعج للغاية.»
صنع جيمس سبيون فيلمًا وثائقيًا قصيرًا عن الهجمات الجوية وأسماه أحداث بغداد الجديدة (Incident in New Baghdad)، مستخدمًا صيغة المتكلم على لسان إيثان ماكوورد في رواية القصة. ورُشح هذا الفيلم للفوز في مهرجان توزيع جوائز الأوسكار الرابع والثمانين كموضوع وثائقي قصير.
في أحد المقابلات مع شبكة روسيا اليوم، ذكر ماكوورد إصابته بميول انتحارية بعد الحادث، وحاول الانتحار مرتين.

## القبض على برادلي ماننغ
في أيار/مايو 2010، أُلقي القبض على محلل باستخبارات الجيش الأمريكي بالغ من العمر 22 عامًا يُدعى برادلي ماننغ بعد أن أخبر أدريان لامو أنه قام بتسريب مقطع الفيديو الخاص بالهجوم الجوي، إلى جانب مقطع فيديو يكشف عن هجوم جوي آخر، فضلًا عن عدد 260000 من المراسلات الدبلوماسية إلى ويكيليكس. وكشفت مجلة وايرد عن الأحاديث التي دارت بين ماننغ ولامو علانيةً. وفي ذلك الوقت من تاريخ 7 حزيران/يونيو 2010، لم يكن ماننغ وقتها قد تم اتهامه رسميًا. وبدلًا من ذلك، تم اعتقال ماننغ في إطار مهمة "الوقاية من الإصابة" حتى نيسان/أبريل 2011، ذلك الإجراء الذي وصفه كلٌ من دانيال إلسبيرغ، مصدر وثائق البنتاغون المنشورة عام 1970، وديفيد هاوس، مؤسس شبكة دعم برادلي ماننغ، بـ "التعذيب دون اللمس"، والذي قال عنه ديفيد إنه العمل الذي تسبب في تدهور حالة ماننغ بمرور الوقت—جسديًا وعقليًا وعاطفيًا". وشبه دينيس كوسينيتش ودانيال إلسبيرغ بين هذه الممارسة وبين ما يحدث داخل سجن أبو غريب في العراق (كالتعري والعزل والتحرش والحرمان من النوم).
وقد أشار ماننغ إلى أن الوثائق الدبلوماسية كشفت عن "المعاملات السياسية الإجرامية" كما أنها تفسر "كيف يستغل العالم الأول العالم الثالث، بالتفصيل.". وذكرت مؤسسة ويكيليكس أن "أقصى ما يمكننا قوله عن الادعاءات التي تزعمها مجلة وايرد بأننا قد نشرنا نحو 260000 من المراسلات السرية الخاصة بالسفارة الأمريكية إنها "غير صحيحة". وأضافت ويكيليكس أنها لا تزال غير قادرة حتى الآن على تأكيد ما إذا كان ماننغ هو بالفعل مصدر الفيديو أم لا، مشيرةً إلى "إننا لا نجمع المجموعات الشخصية الخاصة بمصادرنا"، ولكنها ذكرت كذلك إذا كان براد ماننغ [هو] من أبلغ عن هذه الأحداث، فهو بلا شك بطل وطني"، ولقد اتخذنا خطوات للترتيب لحمايته والدفاع القانوني عنه".
اعتبارًا من نيسان/أبريل 2001، وُجهت إلى ماننغ 34 تهمة منفصلة، بما في ذلك 4 تهم تتعلق بشكل مباشر بـ «فيديو بغداد 12 تموز/يوليو 2007». وتعد التهم المتعلقة بالفيديو قائمة على أساس انتهاك ([قانون ماكران للأمن الداخلي الخاص بالتعديل المُجرى عام 1950 على فقرة التجسس لعام 1917)، فضلًا عن (قانون الاحتيال وإساءة استعمال الكمبيوتر لعام 1986)، وقانون الجيش 25-2 الفقرة 4-6 (ك).

## شرعية الهجمات
في أحد مقالات 7 حزيران/يونيو التي نشرت بجريدة ذي نيو يوركر، تناول رافي كاتشادوريان العديد من القضايا الخاصة بتحديد مدى مشروعية الهجمات، بما في ذلك «التناسب» و«التحديد الإيجابي» («هناك درجة معقولة من اليقين» بأن الأهداف كانت لديها نوايا عدائية)، و«علاج المصابين أثناء العمليات العسكرية المستمرة». وقد صرح مارك تايلور، خبير في مجال القانون الدولي ومدير معهد فافو للدراسات الدولية بالنرويج، بوجود «حالة ستكشف عن ارتكاب جريمة حرب في هذا الحادث». وفي سياق متصل، أفاد مقال نشر على مدونة جاوكر (Gawker) أن مراسلًا بوكالة رويترز يدعى لوك بيكر كان قد كتب مقالًا يزعم فيه أن الهجمات الجوية يمكن أن تعتبر جرائم حرب، غير أن رئيس تحرير رويترز امتنع عن الانسياق وراء هذه القصة.

#### الحادثة وفقًا للتقرير

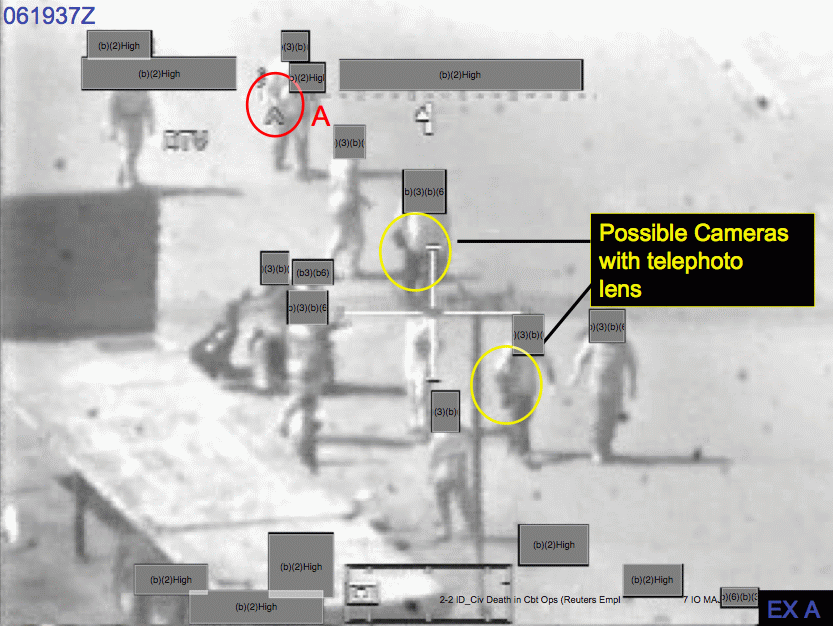
"المصورون والمتمردون المسلحون" (جميع التسميات التوضيحية واردة من تقرير الجيش)
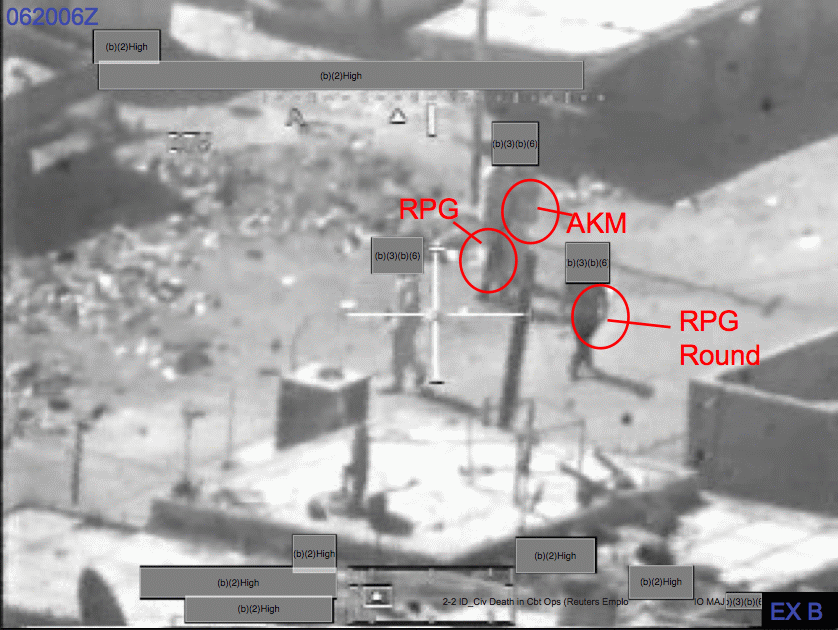
"متمردون يحملون قذائف آر بي جي وأسلحة إيه كيه إم"
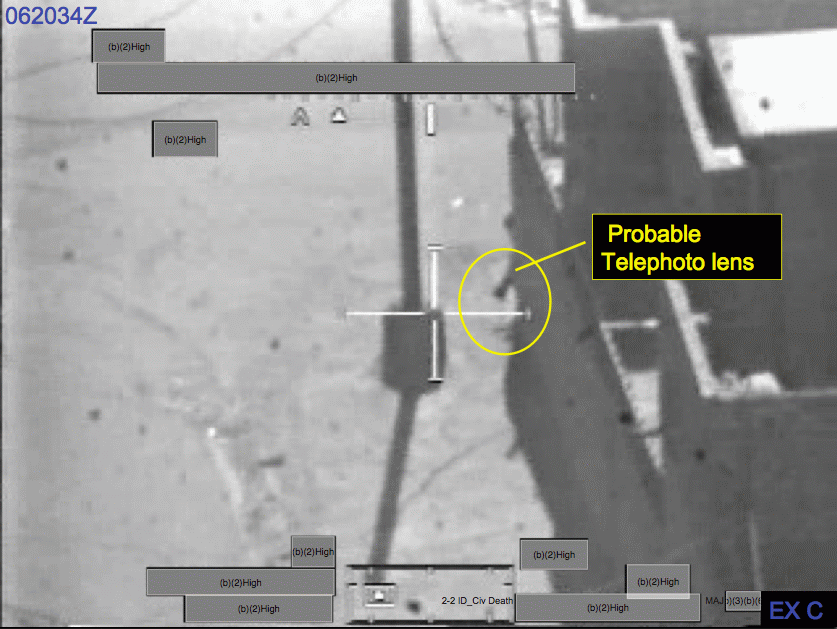
"مصور يبدو للعيان يطوف حول ركن من أركان الجدار"
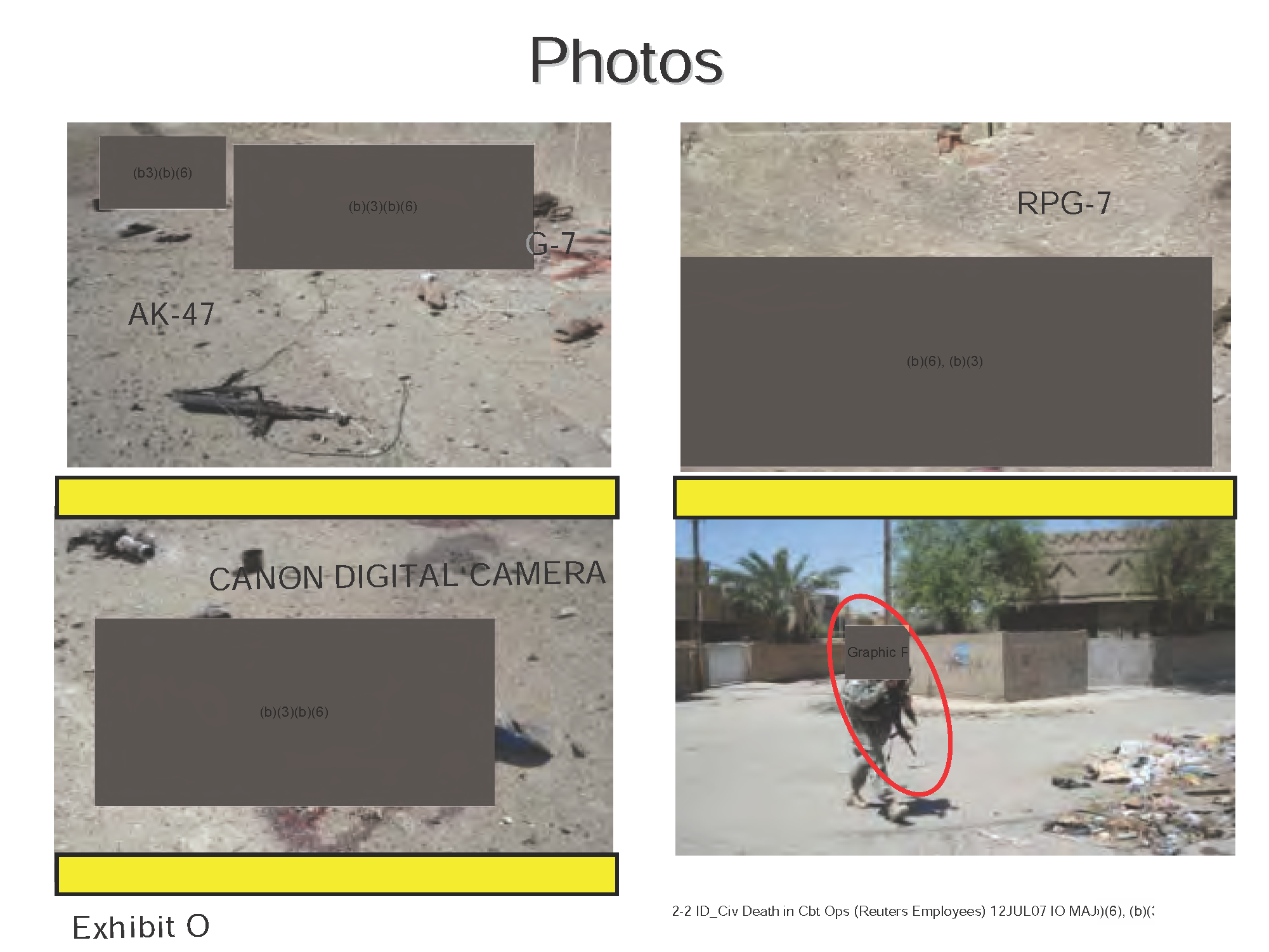
"صور التقطتها القوات البرية بعد وصولها إلى الموقع"